# نصر السبخة
الجمعية الرياضية والثقافية نصر السبخة المعروف فقط باسم نصر السبخة هو نادي كرة قدم موريتاني، تأسس عام 1997 بناحية السبخة الواقعة بضواحي نواكشوط وينشط في الدوري الموريتاني الممتاز.

## الألقاب والإنجازات
الدوري الموريتاني الممتاز
- البطل (3 مرات): 2002-03، 2004-05، 2006-07.[2]

كأس رئيس الجمهورية (كأس موريتانيا)
- البطل (3 مرات): 2003، 2005، 2006.[3]

الكأس الممتازة الموريتانية (كأس السوبر الموريتاني)
- البطل (1): 2003.[4]

## سجل المشاركات
دوري أبطال العرب
- (مرتان): 2007، 2009.[5]

دوري أبطال إفريقيا
- (مرة واحدة): 2004.[5]